# Măguri, Cluj
Măguri este un sat în comuna Măguri-Răcătău din județul Cluj, Transilvania, România. Este atestată documentar din anul 1724, sub numele de Magura Alpestris.